# Microsema circulitaria
Microsema circulitaria là một loài bướm đêm trong họ Geometridae.